# Autócane
Autócane (en griego, Αὐτοκάνη o Αὐτοκάνα) era una antigua ciudad de Eólida así como un monte del mismo nombre.
Es citada en el Himno homérico a Apolo, donde se menciona como el nombre de un monte y, por otra parte, a través de testimonios numismáticos consistentes en monedas fechadas en el siglo IV a. C. donde figuran las inscripciones «ΑΥΤΟΚΑΝΑ» o «ΑΥΤ» se deduce que existía también una ciudad con este mismo nombre.
Se desconoce su localización exacta, pero algunos estudiosos opinan que Autócane debe ser identificada con Cane o Canas, un monte y una ciudad nombrados por otras fuentes o que Autócane fue un puerto de Cane o Canas. Estrabón sitúa la ciudad de Canas en la costa de Asia Menor, enfrente del extremo más al sur de la isla de Lesbos y dice que el origen de sus habitantes era de la ciudad de Cino, en Lócrida.